# 劉崇魯
刘崇鲁（?—?），字郊文，唐朝滑州胙城县（今河南省延津县胙城乡）人，刘奇之子获嘉令刘慎知的玄孙，蔡州刺史刘符第四子，刘崇望的弟弟。
广明元年（880年）刘崇鲁登进士第。郑从谠罢相，镇太原，奏劉崇魯的大哥劉崇龜为度支判官，劉崇魯为推官。兄弟同居幕府，转任掌书记。郑从谠去迎接李克用时，以监军使周从寓请知兵马留后事，书记刘崇鲁知观察留后事。中和二年（882年）刘崇鲁入朝，拜右拾遗、左补阙。升任翰林学士，唐僖宗避难山南，刘崇鲁为嗣襄王李煴史馆修撰，后来没有被株连。
景福初，以水部员外郎知制诰。景福二年（893年），杜让能获罪，唐昭宗命韦昭度为相，推荐翰林学士承旨、礼部尚书、知制诰李磎。刘崇鲁与崔昭纬关系亲近。崔昭纬恃邠州、岐州为援。杜让能死后，崔昭纬专权归于己，唐昭宗重用李磎，刘崇鲁与崔昭纬就想要陷害。乾宁元年（894年）十月，命李磎为相宣制的那天，水部郎中、知制诰刘崇鲁出班而哭，说李磎奸邪，依靠杨复恭、西门重遂升官，不合为相。李磎于是只授太子少师。李磎上表十章及《纳谏论》三篇自白，而且数落刘崇鲁之恶。说刘崇望为宰相，与杨复恭相亲厚。其父刘符受贿饮药而死。刘崇鲁身为朱玫史官，作劝进表。从太原府出使西川巴结田令孜。乾宁二年（895年）春，唐昭宗命李磎为平章事。崔昭纬召李茂贞、王行瑜、韩建率兵入朝，韦昭度与李磎被杀。十月，王行瑜之败，崔昭纬贬为梧州司马，刘崇鲁贬为崖州司户。刘崇龟听说後，数日不食，对人说：“吾家兄弟进身有素，未尝以声利败名。吾门不幸，生此等儿。”